# 自由民主党青年局
自由民主党青年局（じゆうみんしゅとうせいねんきょく、英: Youth Division, Liberal Democratic Party、英文略称: LDP youth）は、日本の政党である自由民主党（1955年-）の組織局の1つ。主に、若手の議員によって構成される機関である。通例、「自民党青年局」（じみんとうせいねんきょく）と呼ばれる。
国会議員（衆議院議員及び参議院議員）によって構成される党本部の青年局と地方支部の青年局があるが、特に断りがない場合、通常前者をさす。

## 概説

### 参加資格
「45歳以下の党員」で構成される。
党所属の国会議員（衆議院議員及び参議院議員）はじめ地方議員（都道府県議会議員、特別区及び市町村議会議員）、サラリーマン、自営業者、公務員、学生、いずれの場合も45歳以下でさえあれば、青年局に所属することが出来る。
慣例上、衆議院議員は当選3回以下、参議院議員は当選2回以下が参加資格とされている。
党本部の青年局役員は、内閣構成者である大臣、副大臣、大臣政務官などの職にある者を除く党所属国会議員の中から、総務会の承認を経て任命されるが、45歳以下の党所属国会議員全員が自動的に青年局所属となるわけではない。

### 台湾（中華民国）との関係
重要な性格として、自民党における唯一の対中華民国（台湾）窓口機関であることが挙げられる。これは、1967年に台湾の蔣経国（当時中国青年反共救国団＝現・中国青年救国団＝主任、後の中華民国総統）が来日した際、海部俊樹青年局長・小渕恵三青年部長との間で、両国間の窓口を自由民主党青年局および中国青年反共救国団とすると合意したことにさかのぼる。
以降、毎年日本・台湾間の相互訪問を実施しており、1972年の台湾との国交断絶後も続いている。野党時代の2011年10月には麻生太郎（第92代首相兼第23代総裁）ら青年局長経験者が訪台し「中華民国建国100周年」の祝賀式典に出席した。

## 組織・運営
党本部における青年局幹部は、青年局長を責任者とし、以下局長代理、青年部・国際部・学生部の正副部長、顧問からなる。「党の縮小版」と表現されることもあり、党本部と地方の橋渡し役を担っている。局長以外には、個別の役員の肩書きの他に、自動的に「自由民主党青年局次長」の肩書きがあてがわれる。このため、党本部の青年局全員が、表面上、青年局の「役員」ということになる。
党本部の青年局長は、「若手政治家の登竜門」と呼ばれる。青年局長経験者では、竹下登、宇野宗佑、海部俊樹、安倍晋三、麻生太郎、岸田文雄の6名が後に総裁・総理まで上り詰めたほか、中川昭一、額賀福志郎、西岡武夫などの主要政治家が名を連ねる。青年局長は青年層の代弁者として、役員連絡会や自民党における最高意思決定機関、総務会にも出席を求められる。
竹下内閣退陣後、竹下が自民党国対族に挨拶に来た際、国対副委員長の高村正彦らに対し雑談交じりで、「僕の次の自民党青年局長は宇野さん、その次が海部だったわな」と発言。高村はその時点では聞き流していたが、後になってその意を察したという。
福田康夫内閣では閣僚18名中3名（財務相の額賀福志郎、文部科学相の渡海紀三朗、内閣府特命担当大臣（沖縄･北方対策）及び消費者行政担当大臣の岸田文雄）が、第2次安倍内閣では閣僚19名中5名（首相の安倍晋三、副総理兼財務相の麻生太郎、国家公安委員長の古屋圭司、外相の岸田文雄、文部科学相の下村博文）が青年局長経験者だった。
浜田幸一とその息子の浜田靖一は、親子で青年局長に就任した唯一の例である。

### 局長更迭
2015年6月、青年局長であった木原稔が呼びかけ人となり文化芸術懇話会が発足したが、同会の初回会合において報道規制容認発言等が続出したため、同月に木原が更迭された。

## 青年局長一覧（局長代理、中央常任委員会議長）
太字は、党総裁兼内閣総理大臣経験者。
| 代 | 青年局長 | 青年局長   | 在任期間                | 所属派閥 | 局長代理            | 中央常任委員会議長 |
| -- | -------- | ---------- | ----------------------- | -------- | ------------------- | ------------------ |
| 1  |          | 田中久雄   | 1955年11月 - 1956年12月 |          |                     |                    |
| 2  |          | 早川崇     | 1956年12月 - 1958年7月  |          |                     |                    |
| 3  |          | 天野公義   | 1958年7月 - 1959年7月   |          |                     |                    |
| 4  |          | 竹下登     | 1959年7月 - 1963年12月  |          |                     |                    |
| 5  |          | 宇野宗佑   | 1963年12月 - 1966年2月  |          |                     |                    |
| 6  |          | 海部俊樹   | 1966年2月 - 1966年12月  |          |                     |                    |
| 7  |          | 内藤誉三郎 | 1966年12月 - 1968年12月 |          |                     |                    |
| 8  |          | 海部俊樹   | 1968年12月 - 1972年7月  |          |                     |                    |
| 9  |          | 西岡武夫   | 1972年7月 - 1972年12月  |          |                     |                    |
| 10 |          | 浜田幸一   | 1972年12月 - 1976年1月  |          |                     |                    |
| 11 |          | 深谷隆司   | 1976年1月 - 1977年1月   |          |                     |                    |
| 12 |          | 中山正暉   | 1977年1月 - 1978年12月  |          |                     |                    |
| 13 |          | 戸塚進也   | 1978年12月 - 1979年11月 |          |                     |                    |
| 14 |          | 愛知和男   | 1979年11月 - 1980年7月  |          |                     |                    |
| 15 |          | 鹿野道彦   | 1980年7月 - 1981年12月  |          |                     |                    |
| 16 |          | 塚原俊平   | 1981年12月 - 1982年12月 |          |                     |                    |
| 17 |          | 麻生太郎   | 1982年12月 - 1984年1月  |          |                     |                    |
| 18 |          | 船田元     | 1984年1月 - 1986年1月   |          |                     |                    |
| 19 |          | 平沼赳夫   | 1986年1月 - 1986年8月   |          |                     |                    |
| 20 |          | 北川正恭   | 1986年8月 - 1989年6月   |          |                     |                    |
| 21 |          | 額賀福志郎 | 1989年6月 - 1990年3月   |          |                     |                    |
| 22 |          | 中川昭一   | 1990年3月 - 1991年1月   |          |                     |                    |
| 23 |          | 斉藤斗志二 | 1991年1月 - 1991年11月  |          |                     |                    |
| 24 |          | 渡海紀三朗 | 1991年11月 - 1993年1月  |          |                     |                    |
| 25 |          | 佐藤謙一郎 | 1993年1月 - 1993年6月   |          |                     |                    |
| 26 |          | 増子輝彦   | 1993年6月 - 1993年9月   |          |                     |                    |
| 27 |          | 塩谷立     | 1993年9月 - 1995年3月   |          |                     |                    |
| 28 |          | 古屋圭司   | 1995年3月 - 1995年10月  |          |                     |                    |
| 29 |          | 中島洋次郎 | 1995年10月 - 1996年1月  |          |                     |                    |
| 30 |          | 古屋圭司   | 1996年1月 - 1996年11月  |          |                     |                    |
| 31 |          | 安倍晋三   | 1996年11月 - 1997年9月  |          |                     |                    |
| 32 |          | 岸田文雄   | 1997年9月 - 1998年8月   |          |                     |                    |
| 33 |          | 小此木八郎 | 1998年8月 - 1999年11月  |          |                     |                    |
| 34 |          | 浜田靖一   | 1999年11月 - 2000年7月  | 無派閥   |                     |                    |
| 35 |          | 下村博文   | 2000年7月 - 2001年5月   |          |                     |                    |
| 36 |          | 水野賢一   | 2001年5月 - 2002年2月   |          |                     |                    |
| 37 |          | 柳本卓治   | 2002年2月 - 2002年2月   |          |                     |                    |
| 38 |          | 棚橋泰文   | 2002年2月 - 2003年11月  |          |                     |                    |
| 39 |          | 金子恭之   | 2003年11月 - 2005年11月 |          |                     |                    |
| 40 |          | 谷本龍哉   | 2005年11月 - 2006年9月  | 町村派   |                     |                    |
| 41 |          | 萩生田光一 | 2006年10月 - 2007年8月  | 町村派   |                     |                    |
| 42 |          | 井上信治   | 2007年8月 - 2010年9月   | 麻生派   |                     |                    |
| 43 |          | 古川禎久   | 2010年9月 - 2011年10月  | 無派閥   |                     |                    |
| 44 |          | 小泉進次郎 | 2011年10月 - 2013年9月  | 無派閥   |                     |                    |
| 45 |          | 松本洋平   | 2013年9月 - 2014年9月   | 二階派   |                     |                    |
| 46 |          | 木原稔     | 2014年9月 - 2015年6月   | 額賀派   |                     |                    |
| 47 |          | 牧原秀樹   | 2015年10月 - 2016年8月  | 無派閥   |                     |                    |
| 48 |          | 鈴木馨祐   | 2016年8月 - 2018年10月  | 麻生派   | 佐々木紀 滝波宏文   |                    |
| 49 |          | 佐々木紀   | 2018年10月 - 2019年9月  | 細田派   | 小林史明 朝日健太郎 |                    |
| 50 |          | 小林史明   | 2019年9月 - 2020年9月   | 岸田派   | 武井俊輔 朝日健太郎 |                    |
| 51 |          | 牧島かれん | 2020年9月 - 2021年10月  | 麻生派   | 小倉將信 自見英子   |                    |
| 52 |          | 小倉將信   | 2021年10月 - 2022年9月  | 二階派   | 鈴木憲和 佐藤啓     |                    |
| 53 |          | 鈴木憲和   | 2022年9月 - 2023年9月   | 茂木派   | 藤原崇 佐藤啓       |                    |
| 54 |          | 藤原崇     | 2023年9月 - 2024年3月   | 安倍派   | 中曽根康隆 藤井一博 |                    |
| 55 |          | 鈴木貴子   | 2024年3月 - 2024年11月  | 茂木派   | 藤井一博            |                    |
| 56 |          | 中曽根康隆 | 2024年11月 - 現職       |          | 平沼正二郎 神谷政幸 | 須田旭             |

## 関連書籍
- 常井健一「誰も書かなかった自民党 総理の登竜門「青年局」の研究」（新潮新書）